# Lukman Saketi
Raden Lukman Saketi (ur. 21 marca 1921) – indonezyjski strzelec, olimpijczyk. 
Brał udział w igrzyskach olimpijskich w 1956 (Melbourne). Wystąpił w konkurencji pistoletu szybkostrzelnego z odl. 25 metrów, w której zajął 30. miejsce.
Jest pierwszym strzelcem, który wystartował w barwach Indonezji na igrzyskach olimpijskich.
W tej samej konkurencji na Igrzyskach Azjatyckich 1954, uplasował się na piątym miejscu (uzyskał 546 punktów).

## Wyniki olimpijskie
| Igrzyska | Konkurencja                   | Wynik                | Miejsce    | Źródło |
| -------- | ----------------------------- | -------------------- | ---------- | ------ |
| IO 1956  | Pistolet szybkostrzelny, 25 m | 522 punkty (255-267) | 30 (na 35) | [ 1 ]  |